# Сабин (поет)
Вижте пояснителната страница за други личности с името Сабин.
Сабин (на латински: Sabinus; † преди 16 г.) е римски поет по времето на император Август. Той създава епоси и елегическа поезия по подобие на приятеля му Овидий, който често го споменава.
Той умира млад преди 16 година. Произведението му Troizen за Тезей остава незавършено..